# Janusz Jojko
Janusz Jojko (Chorzów, Polonia, 20 de abril de 1960) es un exfutbolista y entrenador polaco que jugaba en la posición de portero. Jojko ostenta el récord de más temporadas (23) en la primera división polaca, además de ser el jugador más veterano en disputar un encuentro en liga con 43 años y 41 días.

## Carrera
Janusz Jojko comenzó su carrera profesional en el Ruch Chorzów, disputando un total de 117 partidos de liga a lo largo de ocho temporadas. Durante la temporada 1986-87 marcó un infame gol en propia puerta durante un decisivo partido contra el Lechia Gdańsk, error que le costó el descenso al Ruch Chorzów de la máxima categoría del fútbol polaco, motivando su salida del club.
Jojko hizo dos apariciones con la selección de fútbol de Polonia, produciéndose su debut durante un partido amistoso contra Finlandia en 1987. Un año más tarde ficha por el GKS Katowice, donde pasó las siguientes diez temporadas y acumuló 276 apariciones en liga. Después de la temporada 1996-97, el guardameta polaco se incorpora al KSZO Ostrowiec Świętokrzyski, apareciendo en 24 partidos en la Ekstraklasa antes de su retiro en 2003. Actualmente forma parte del órgano directivo del GKS Katowice.